# Il ladro di orchidee (saggio)
Il ladro di orchidee (The Orchid Thief) è un libro del 1998 della scrittrice e giornalista americana Susan Orlean.
Il protagonista è un trentacinquenne della Florida con la passione (o meglio l'ossessione) delle orchidee, di cui è accanito collezionista. Il libro racconta il suo rocambolesco tentativo di entrare in possesso di un esemplare della rara orchidea fantasma (Dendrophylax lindenii).
Al libro è ispirato l'omonimo film di Spike Jonze.

## Edizioni in italiano
- Susan Orlean, Il ladro di orchidee: storia vera di un'ossessione per la bellezza, trad. di Roberta  Zuppet, Rizzoli, Milano 2000